# Schoettella janiae
Schoettella janiae är en urinsektsart som beskrevs av Palacios-Vargas 1979. Schoettella janiae ingår i släktet Schoettella och familjen Hypogastruridae. Inga underarter finns listade i Catalogue of Life.